# レッスルマニアXXVIII
レッスルマニアXXVIII（レッスルマニアトゥエンティーエイト、WrestleMania XXVIII）は、アメリカのプロレス団体WWEが2012年4月1日に開催した年間最大の大会、及びPPVの名称である。

## 概要
- 本大会はレッスルマニアとしては3度目の屋外式会場での開催となり、最終的に世界36カ国・全米50州から観客が来場し、観客動員数は78,363人を記録。チケット売上は2009年に開催されたレッスルマニアXXVを抜きプロレスリング史上最大の890万ドルを記録[1]。

- PPVは105カ国、20の言語において放送され購入件数は130万件を記録。これは2007年に行われたレッスルマニア23の125万件を超えてWWE史上最高を更新。また、興行収入（入場料収入、大会当日のグッズ売上、PPV売上等の合計）も6700万ドルを叩き出し、この記録もWWE史上最高となっている[2][3]。

- レッスルマニアにおいて2度目となったヘル・イン・ア・セルマッチ（HIAC戦）では会場が屋外式のため、特殊構造のセル（金網）が採用された[4]。

- 本大会ではWWEはパイロテクニクス（花火）におよそ50万ドルを費やしたとみられている[5]。

- メインイベントであるザ・ロックvsジョン・シナ戦では大会主題歌を歌っているマシン・ガン・ケリー（MGK）とフロー・ライダーが出演。MGKはジョン・シナの入場前に"Invincible"を、フロー・ライダーはザ・ロックの入場前に"Wild Ones"をそれぞれ生演奏を披露した[6]。

- オープニングではリリアン・ガルシアが"美しきアメリカ" を独唱した。リングアナウンスはRAW・SMACKDOWNともにジャスティン・ロバーツが担当。

## 試合背景
2011年のマネー・イン・ザ・バンクにおいて勝利したダニエル・ブライアンはTLCにて権利を行使し、WWEにおける世界王座初戴冠に成功した。レッスルマニア直前の大会にあたるエリミネーション・チェンバーにおいて世界ヘビー級王座戦の試合後にロイヤルランブル優勝者であるシェイマスが乱入、ダニエル・ブライアンをボディ・プレスで叩きつけ世界ヘビー級王座戦に挑戦するメッセージを明らかにした。
2月20日のRAWにおいてレッスルマニアにおけるWWE王座戦への挑戦者を決定する10人バトルロイヤルが行われ、最後にコーディの協力もあってビッグショーを落としたジェリコが挑戦者に決定した。ストレート・エッジを信条とするCMパンクに対してジェリコはCMパンクの家族が中毒症等の問題を抱えていることを暴露し、CMパンクを心理戦で攻撃した。
エリミネーション・チェンバーにおいて、コーディ・ローズにピンフォールを奪われたビッグショーは直後よりローズから度重なる挑発を受け、これに対してSMACKDOWNのGMであるセオドア・ロングは3月2日の番組上でレッスルマニアにおけるIC王座戦のローズの対戦相手としてビッグショーを選び、両者の対戦が決定した。大会当日、ビッグショーは試合に勝利したことによりWWE史上12人目のグランドスラム達成者となった。
連勝記録を20の大台まで伸ばそうとするジ・アンダーテイカーは2012年1月に復帰し、昨年の対戦相手であったトリプルHに再戦を要求したが、トリプルHはこれを頑なに拒絶した。その後も両者は対面を重ね、ついにトリプルHが再戦に同意。しかしトリプルHは試合形式をHIAC戦に変更することを要求した。その後のRAWにおいてHIAC戦を熟知し、トリプルHの友人でもあるショーン・マイケルズがこの試合のレフェリーに決定。3名ともにHIAC戦を代表する選手であり、かつ一時代を築いたベテラン勢の決着戦としてこの試合は"一時代の終焉"とテーマ付けられた。

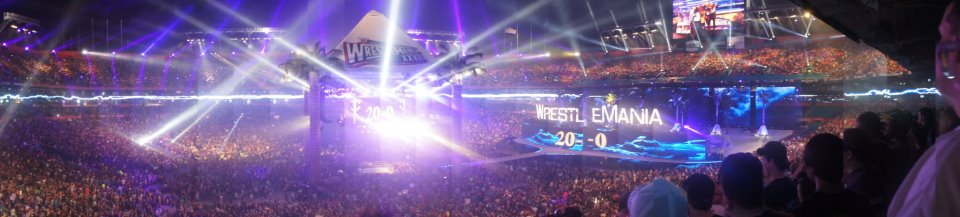
この大会でジ・アンダーテイカーは20連勝を飾った

## ロックvsシナ
本大会が開催される1年前の2011年2月にザ・ロックがWWEに約7年ぶりに復帰。レッスルマニアXXVII(WM27)のゲストホストを務めることを発表したが、それと同時にWWEの現エースであるジョン・シナに対して持ち前のロック節で口撃をしかけていた。WM27においてザ・ミズとの王座戦が決定していたシナはこれに反発し、大会ではミズvsシナvsロックの三つ巴の様相を見せていた。WM27当日、ロックは試合には出場しなかったものの、ダブルカウントアウトとなった試合の決着に納得せず、試合を反則裁定なしのルールに変更して続行を命令。試合再開の直後、ロックがシナにロックボトムを見舞い、ミズの勝利を援護した。
大会翌日のマンデーナイト・RAWにおいてロックがシナと対峙し、翌年のレッスルマニア28において優劣をはっきりさせるために対戦を要求、シナはこれを承諾しレッスルマニア28におけるロックvsシナ戦が決定した。以後、ロックは断続的にWWEの番組に登場するだけに留まりシナとの直接の衝突はなかったが、Twitterを主としたメディア上で口撃戦を展開。両者のファンを巻き込んで"Team Bring It" vs "Cenation"としてWWEの番組上とは別に両者の抗争は展開された。この試合が決定した開催1年前の時点から本大会はロックvsシナ戦が強く宣伝されており、大会の宣伝文句である"Once in a Lifetime"の通りロックvsシナ戦のための大会という側面も強かった。また、10年前に行われたレッスルマニア18におけるロックvsホーガンにも例えられ"Icon vs Icon"とも謳われた。
本大会当日、両者のインタビュー等のスキットはなかったものの開催直後からファン及び実況解説陣もこの試合に向けて緊張感を増し、試合前の時点で両者のファンがチャント合戦をする等、異様な盛り上がりをみせた。試合は10年前に行われたロックvsホーガンを彷彿とさせるかのように両者が会場のファンを見回しながら対峙、力比べや打撃を基本とした試合運びとなった。戦いの場がリングから場外に移ると、シナはロックを実況席に叩きつけ、ロックがアバラ骨を負傷したのを察するとリング内に戻してベアーハグで脇腹を攻める。ロックは苦悶の表情を浮かべながらも耐え抜くが、スタミナの消耗と脇腹のダメージで劣性に立たされるも、シナの隙を突いて反撃を試みる。試合中盤では、シナにSTFを仕掛けられたロックの意識が徐々に薄れていき失神KO寸前まで追い込まれるが、レフェリーが意識の有無を確かめるためのカウントの３つ目を数え終える直前に息を吹き返す。この時にシナもロックの顎と頸動脈を絞めるのに体力を殆ど使ったために、両者とも疲労困憊になる。試合終盤に差し掛かるとロックがコーナートップからダイビング・ボディプレスを敢行、シナがこれを捕らえたまま持ち上げそのままアティチュード・アジャストメントを決めるもロックがこれをキックではね除ける。茫然自失となったシナが突如ロックの決め技であるピープルズ・エルボーを模倣するも、ロックがこれをカウンターのロックボトムで捕らえピンフォール、1年間に渡る抗争の結果はロックの勝利となった。

## 結果

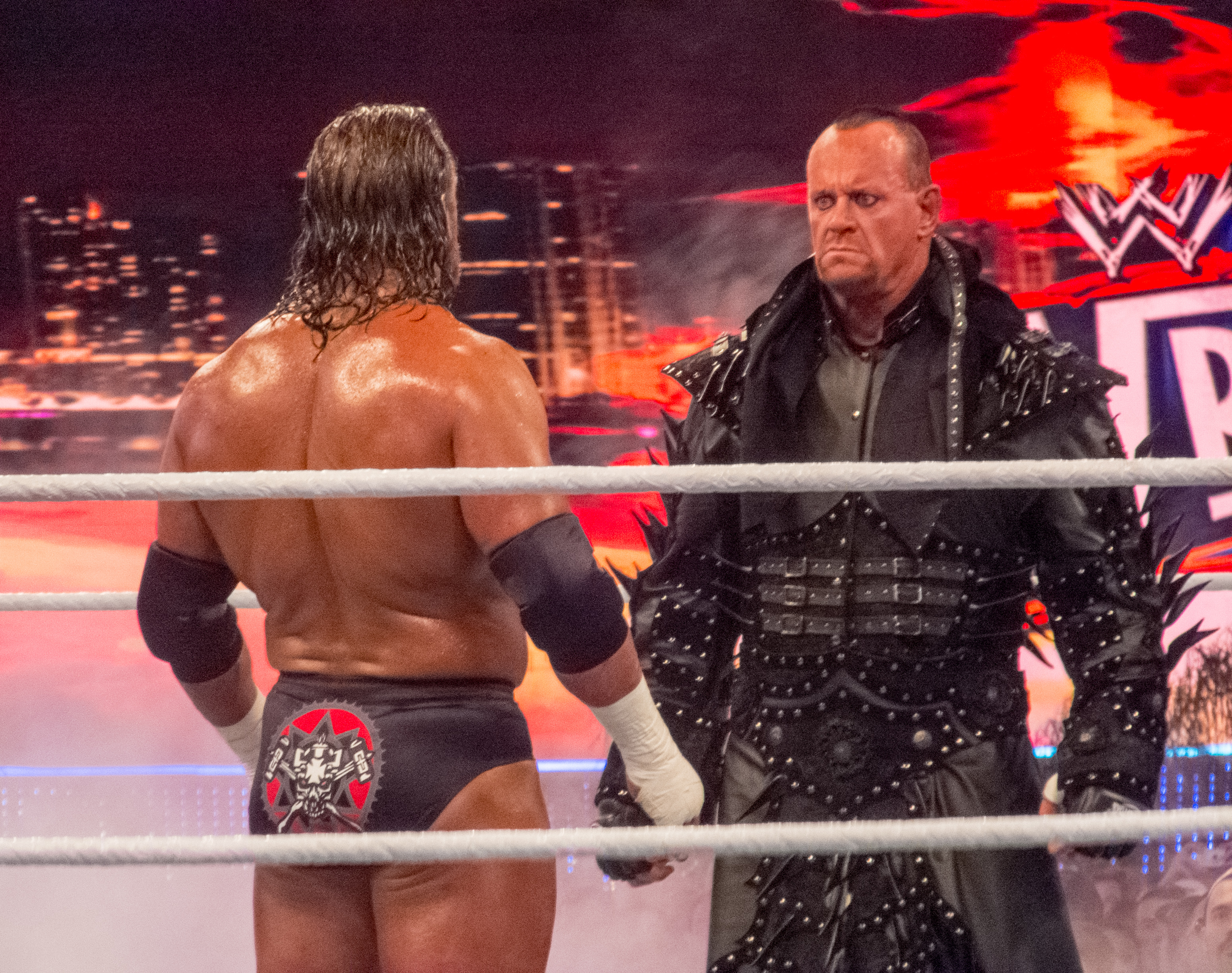
試合前にトリプルH（左）と対峙するジ・アンダーテイカー（右）

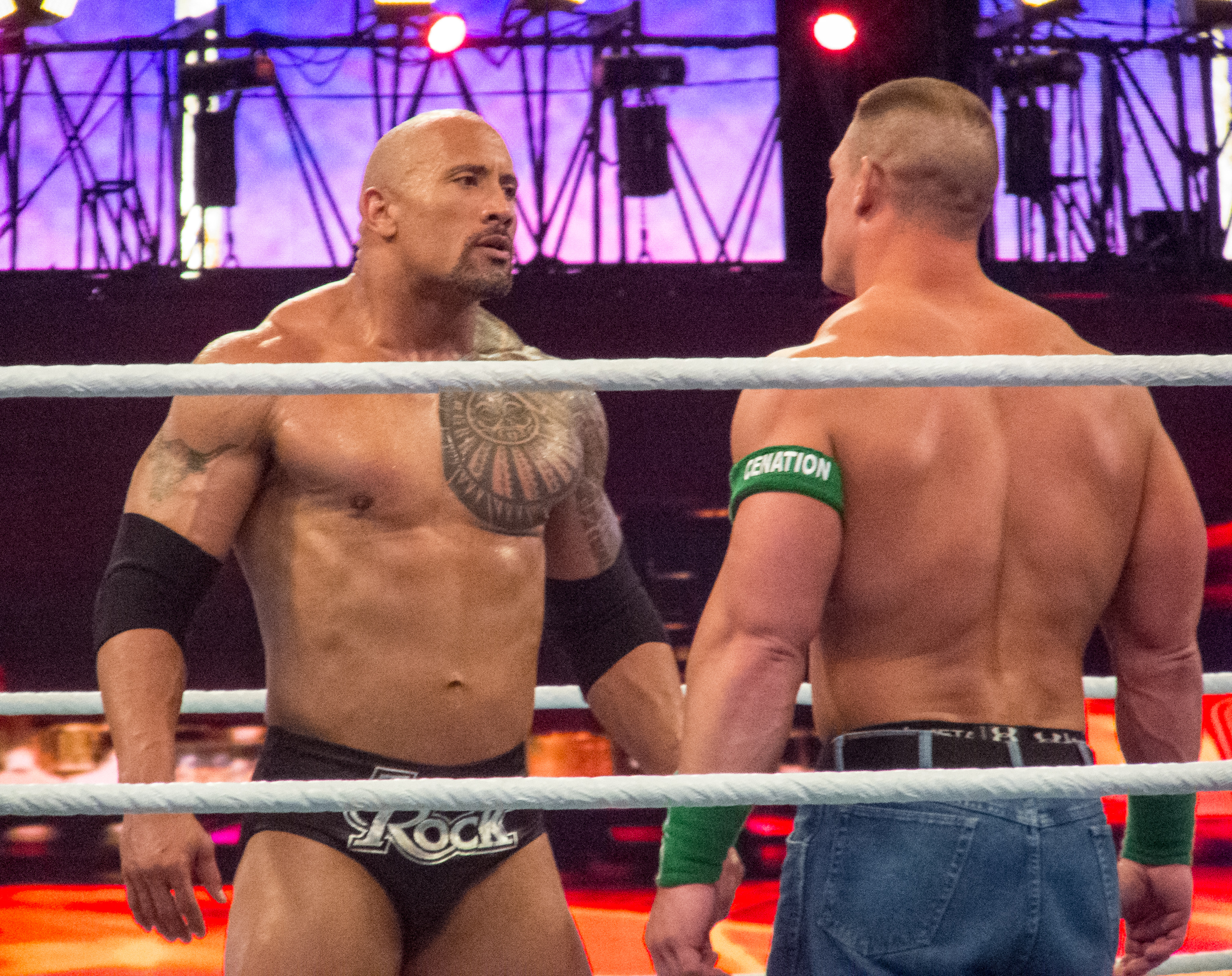
ザ・ロック（左）vs ジョン・シナ（右）

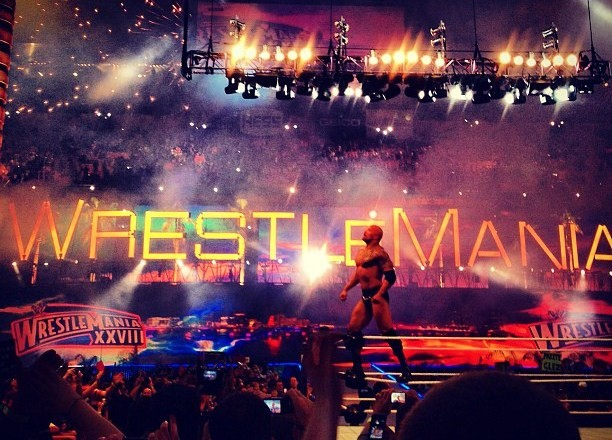
大会エンディングを勝利で締めくくったザ・ロック

- ダーク・マッチ/トリプルスレットマッチ形式WWEタッグ王座戦  -Triple Threat Match for the World Tag-Team Championship

○プリモ&エピコ(c)(w / ローザ・メンデス) vs タイソン・キッド& ジャスティン・ガブリエル vs ウーソズ●
- 世界ヘビー級王座戦 -World Heavyweight Championship-

●ダニエル・ブライアン(c)(w / AJ) vs シェイマス○
- ○ケイン vs ランディ・オートン●

- WWEインターコンチネンタル王座戦 -WWE Intercontinental Championship-

●コーディ・ローデス(c) vs ビッグ・ショー○
- ○ケリー・ケリー&マリア・メノウナス vs　ベス・フェニックス&イヴ・トーレス●

- ジ・エンド・オブ・アン・エラ -The End of an Era- ヘル・イン・ア・セル・マッチ -Hell in a Cell Match-

○ジ・アンダーテイカー vs トリプルH●  (スペシャルレフェリー：ショーン・マイケルズ)
- 12人タッグチーム・マッチ -12-man Tag Team Match-　勝利チームのGMはRAW、SmackDown!両番組を束ねる

○チーム・ジョニー(デビッド・オタンガ(キャプテン),マーク・ヘンリー,ドルフ・ジグラー,ジャック・スワガー,ザ・ミズ&ドリュー・マッキンタイア)（w / ジョン・ロウリネイティス,ヴィッキー・ゲレロ&ブリー・ベラ）vs チーム・テディ(サンティーノ・マレラ(キャプテン),Rトゥルース,コフィ・キングストン,ザック・ライダー,グレート・カリ&ブッカー・T)（w / セオドア・ロング,ホーンスワグル,ニッキー・ベラ,イヴ・トーレス＆アクサナ）●
※勝利チーム「チームジョニー」のGMジョン・ロウリネイティスは、RAW・スマックダウン両番組のGMに就任。
- WWE王座戦 -WWE Championship-

○CMパンク(c) vs クリス・ジェリコ●
- ワンス・イン・ア・ライフタイム -Once in a Lifetime-

○ザ・ロック vs ジョン・シナ●